# Dự án 596
Dự án 596 (tiếng Trung: 邱小姐) là tín hiệu, Chic-1 của cơ quan tình báo Hoa Kỳ) là vụ thử vũ khí hạt nhân đầu tiên do Cộng hòa Nhân dân Trung Hoa tiến hành, phát nổ vào ngày 16 tháng 10 năm 1964, tại địa điểm thử nghiệm Lop Nur. Đó là một thiết bị phân hạch nổ urani-235 được chế tạo từ urani cấp độ vũ khí (U-235) trong một nhà máy khuếch tán khí ở Lan Châu.
Bom nguyên tử là một phần của chương trình "Hai quả bom, một vệ tinh" của Trung Quốc. Với sức công phá 22 kiloton, tương đương với quả bom hạt nhân đầu tiên RDS-1 của Liên Xô năm 1949 và quả bom Fat Man của Mỹ thả xuống Nagasaki, Nhật Bản năm 1945. Với cuộc thử nghiệm, Trung Quốc trở thành cường quốc hạt nhân thứ năm trên thế giới và là quốc gia châu Á đầu tiên sở hữu năng lực hạt nhân. Đây là vụ thử hạt nhân đầu tiên trong số 45 vụ thử hạt nhân thành công mà Trung Quốc tiến hành từ năm 1964 đến năm 1996, tất cả đều diễn ra tại bãi thử Lop Nur.